# Joaquín Galán
Joaquín Roberto Galán Cuervo (Buenos Aires, 21 de julio de 1955) es un cantante, actor, compositor, autor, productor y empresario argentino. Proveniente de padres españoles y reconocido por haber sido el creador de un género musical único, que combina el diálogo con la teatralidad mediante la pelea, consolidando el éxito internacional del dúo Pimpinela, que conforma con su hermana Lucía desde 1981.

## Inicios
Inició su carrera junto al grupo Karmaba y luego en Luna de Cristal, con quienes realizaba versiones de artistas como The Beatles o Bee Gees y varios temas de su autoría. Con dicho grupo participó en las películas argentinas Vivir con alegría y Qué linda es mi familia!.

## Pimpinela
En 1981 se unió con su hermana menor Lucía Galán, también cantante y actriz para formar Pimpinela, el dúo latinoamericano más prolífico de la historia. Desde 1981, como Pimpinela, ha editado 23 discos, dos de ellos en vivo.
Se ha encargado de producir todos los discos de Pimpinela y se ha dedicado a lanzar nuevos talentos a través de su empresa "Aladino Producciones", tales como Lola Ponce. En 2008 se editó su álbum Diamante, 25 aniversario que conmemora sus 25 años sobre los escenarios.

## Proyectos solidarios
En julio de 1996 en Argentina, Lucía y Joaquín fundaron una asociación civil sin fines de lucro: el "Hogar Pimpinela para la Niñez" cuyo objetivo es dar una atención totalmente personalizada a cada una de las necesidades que requieran los 25 niños que como máximo allí viven.
En 2009 fundan también “Desde el alma”, un centro de día gratuito para niños con síndrome de Down.

## Vida personal
Joaquín está casado con la artista plástica Viviana Berco (hija mayor del actor Alberto Berco) y tienen un hijo, Francisco Joaquín.

## Discografía
- 1981- Las primeras golondrinas.
- 1982- Pimpinela.
- 1983- Hermanos.
- 1984- Convivencia.
- 1985- Lucía y Joaquín.
- 1986- El duende azul.
- 1987- Valiente.
- 1988- Ahora me toca a mi.
- 1990- Hay amores y amores.
- 1991- 10 años después.
- 1992- ´92.
- 1993- Hay amores que matan.
- 1994- Nuestras 12 mejores canciones…En concierto!
- 1995- De corazón a corazón.
- 1997- Pasiones.
- 1998- Marido y mujer.
- 1999- Corazón gitano.
- 2000- Buena onda.
- 2001- Gold CD. 1 (Grabado en estudio).
- 2001- Gold CD. 2 (Grabado en vivo).
- 2003- Al modo nuestro.
- 2005- ¿Dónde están los hombres?
- 2008- Diamante.
- 2011- Estamos todos locos.
- 2016- Son todos iguales.

## Filmografía

### Películas
- Vivir con alegría. (Como él mismo, integrante de Luna de Cristal).
- ¡Qué linda es mi familia!. (Como el mismo, integrante de Luna de Cristal).
- Los fierecillos se divierten. (Como él mismo, integrante de Pimpinela).
- Los extraterrestres. (Como él mismo, integrante de Pimpinela).

### Televisión
En la década de 1980 también protagonizó, junto a su hermana, la telenovela El duende azul, exhibida en Estados Unidos, Brasil y Portugal. Después de esto ha tenido apariciones en distintas series españolas y argentinas:
- El show de las estrellas (1983-1995) Invitado con Pimpinela Jorge Barón Televisión Colombia
- Jurado en Cantando por un sueño (2012)
- Jurado en Tu Cara me suena (2013)
- Jurado en Laten Corazones (2015)
- Jurado en Me gusta tu canción (2018)
- Entrenador en La voz Senior (Perú) (2021)

## Publicaciones
- Pimpinela, la familia